# Spaniacma argyraspis
Spaniacma argyraspis är en fjärilsart som beskrevs av Oswald Beltram Lower 1897. Spaniacma argyraspis ingår i släktet Spaniacma och familjen plattmalar. Inga underarter finns listade i Catalogue of Life.